# Bashkim Ajdini
Bashkim Ajdini (Halmstad, 10 dicembre 1992) è un calciatore kosovaro, centrocampista dell'Osnabrück.

## Carriera
Ha esordito in 2. Bundesliga il 25 aprile 2014 disputando con l'Arminia Bielefeld l'incontro vinto 1-4 contro il Bochum. L'anno successivo viene ceduto al Sonnenhof G., in terza divisione. Nell'estate successiva viene acquistato dall'Osnabrück, dove giocherà le prime tre stagioni in terza divisione e le due restanti in seconda divisione. Nel 2021 firma un contratto con il Sandhausen, rimanendo a giocare in seconda divisione.

## Statistiche

### Presenze e reti nei club
Statistiche aggiornate al 1º settembre 2021.
| Stagione                 | Squadra                  | Campionato               | Campionato | Campionato | Coppe nazionali | Coppe nazionali | Coppe nazionali | Coppe continentali | Coppe continentali | Coppe continentali | Altre coppe | Altre coppe | Altre coppe | Totale | Totale |
| Stagione                 | Squadra                  | Comp                     | Pres       | Reti       | Comp            | Pres            | Reti            | Comp               | Pres               | Reti               | Comp        | Pres        | Reti        | Pres   | Reti   |
| ------------------------ | ------------------------ | ------------------------ | ---------- | ---------- | --------------- | --------------- | --------------- | ------------------ | ------------------ | ------------------ | ----------- | ----------- | ----------- | ------ | ------ |
| apr.-mag. 2014           | Arminia Bielefeld        | 2L                       | 2          | 0          |                 | -               | -               |                    | -                  | -                  | -           |             | -           | 2      | 0      |
| 2014-2015                | Arminia Bielefeld        | 3L                       | 7          | 0          | CG              | 1               | 0               |                    | -                  | -                  |             | -           | -           | 8      | 0      |
| Totale Arminia Bielefeld | Totale Arminia Bielefeld | Totale Arminia Bielefeld | 9          | 0          |                 | 1               | -               |                    | -                  | -                  |             | -           | -           | 10     | 0      |
| 2015-2016                | Sonnenhof G.             | 3L                       | 31         | 3          |                 | -               | -               |                    | -                  | -                  |             | -           | -           | 31     | 3      |
| 2016-2017                | Osnabrück                | 3L                       | 24         | 1          |                 | -               | -               |                    | -                  | -                  |             | -           | -           | 24     | 1      |
| 2017-2018                | Osnabrück                | 3L                       | 26         | 1          | CG              | 1               | 0               |                    | -                  | -                  |             | -           | -           | 27     | 1      |
| 2018-2019                | Osnabrück                | 3L                       | 36         | 3          |                 | -               | -               |                    | -                  | -                  |             | -           | -           | 36     | 3      |
| 2019-2020                | Osnabrück                | 2L                       | 29         | 4          |                 | -               | -               |                    | -                  | -                  | -           |             | -           | 29     | 4      |
| 2020-2021                | Osnabrück                | 2L                       | 27         | 1          | CG              | 1               | 0               |                    | -                  | -                  | -           |             | -           | 28     | 1      |
| Totale Osnabrück         | Totale Osnabrück         | Totale Osnabrück         | 142        | 10         |                 | 2               | 0               |                    | -                  | -                  |             | -           | -           | 144    | 10     |
| 2021-2022                | Sandhausen               | 2L                       | 5          | 0          | CG              | 1               | 0               |                    | -                  | -                  | -           |             | -           | 6      | 0      |
| Totale carriera          | Totale carriera          | Totale carriera          | 187        | 13         |                 | 4               | 0               |                    | -                  | -                  |             | -           | -           | 191    | 13     |

## Palmarès

### Club

#### Competizioni nazionali
- 3. Liga: 2

Arminia Bielefeld: 2014-2015
Osnabrück: 2018-2019